# Кабловска телевизија
Кабловска телевизија је систем емитовања ТВ програма путем коаксијалног кабла или у новије време оптичког кабла. Главне предност у односу на антенско примање ТВ сигнала су: бољи квалитет слике, више ТВ канала и отпорност на временске непогоде. Са развојем технологије поред дистрибуције ТВ и радио-сигнала сад су у понуди и друге не-телевизијске услуге као што су брзи интернет, IP телефонија, итд. Кабловска телевизија је првобитно настала у САД и носила је назив енгл. Community Access Television, CATV.
Године 1968, 6,4% Американаца је имало кабловску телевизију. Број се повећао на 7,5% 1978. До 1988. 52,8% свих домаћинстава је користило кабловске услуге. Број се даље повећао на 62,4% 1994. године.

## Дистрибуција
За пријем кабловске телевизије на датој локацији, кабловски дистрибутивни водови морају бити доступни на локалним стубовима или подземним комуналним водовима. Коаксијални кабл доводи сигнал до зграде купца преко сервисног кабла, надземног или подземног кабла. Ако претплатничка зграда нема кабловску испоруку, кабловска компанија ће поставити линију. Стандардни кабл који се користи у САД је RG-6, који има импеданцију од 75 ома и повезује се са конектором типа Ф. Део ожичења кабловске компаније обично се завршава на разводној кутији на спољашњости зграде, а уграђена кабловска инсталација у зидовима обично дистрибуира сигнал на утичнице у различитим просторијама на које су телевизори повезани. Више каблова до различитих просторија се одвајају од долазног кабла помоћу малог уређаја који се зове разделник. Постоје два стандарда за кабловску телевизију; старији аналогни кабл и новији дигитални кабл који може да преноси сигнале података које користе дигитални телевизијски пријемници као што је опрема за телевизију високе дефиниције (HDTV). Све кабловске компаније у Сједињеним Државама прешле су или су у току преласка на дигиталну кабловску телевизију од када је први пут уведена касних 1990-их.
Већина кабловских компанија захтева сет-топ бокс (кабловска конверторска кутија) или прорез на телевизору за картице модула за условни приступ за гледање датих кабловских канала, чак и на новијим телевизорима са дигиталним кабловским QAM тјунерима, јер већина дигиталних кабловских канала су сада шифровани, да би се смањила крађа кабловских услуга. Кабл из утичнице у зиду је прикључен на улаз кутије, а излазни кабл из кутије је прикључен на телевизор, обично RF-IN или композитни улаз на старијим телевизорима. Пошто конверторска кутрија декодира само један канал који се гледа, сваки телевизор у кући захтева засебну кутију. Неки нешифровани канали, обично традиционалне бежичне мреже, могу да се приказују без пријемника. Кабловска компанија ће обезбедити коверторске кутије на основу нивоа услуге коју купац купи, од основних корвертора са сликом стандардне дефиниције повезане преко стандардне коаксијалне везе на ТВ-у, до бежичног дигиталног видео рекордера високе дефиниције (DVR) пријемници повезани преко HDMI или компоненте. Старији аналогни телевизори су „спремни за каблове” и могу да приме стари аналогни кабл без коверторске кутије. За пријем дигиталних кабловских канала на аналогном телевизору, чак и нешифрованих, потребна је другачија врста кутије, дигитални телевизијски адаптер који испоручује кабловска компанија или купује претплатник. Још један нови метод дистрибуције који користи предност јефтине висококвалитетне DVB дистрибуције у стамбеним подручјима, користи ТВ мрежне пролазе за претварање DVB-C, DVB-C2 тока у IP за дистрибуцију ТВ садржаја преко ИП мреже у кући. Многе кабловске компаније нуде приступ интернету преко DOCSIS.

## Компоненте и преносни медијуми
Основне компоненте КДС-а су:
- Главна КДС станица
- Подстаница (опционо само у већим градовима)
- Оптички чвор
- Коаксијални појачавач

И као преносни медијуми користе се следећи телекомуникациони каблови:
- Оптички кабл
- Коаксијални кабл

## Главна станица
Захваљујући двосмерном преносу сигнала од главне станице ка претплатнику и од претплатника ка главној станици поред преноса ТВ и радио-сигнала ка кориснику могућ је и пренос сигнала од корисника ка главној станици што омогућава и примену других услуга, интернета пре свега.
У главној станици, која је обично смештена на врху посебно високе зграде а по потреби се користе и додатни антенски стуб, врши се пријем земаљских и сателитских ТВ и радио-сигнала. Потом следи обрада тих сигнала: демултиплексирање, прерасподела сигнала на нове позиције у фреквентном спектру, поновно мултиплексирање и претварање електричног сигнала у светлост. Овај комплексан сигнал се путем оптичких каблова доставља, преко подстаница (ако постоје) до оптичких чворова. У оптичким чворовима се поново врши конверзија сигнала у електрични и посредством коаксијалних каблова и појачавача сигнала, дистрибуира до корисника.

## Оптички каблови
Примена оптичких каблова омогућује веома квалитетан пренос сигнала без деградације што обезбеђује високи квалитет ТВ слике и радио-сигнала. С обзиром на веома мало слабљење сигнала у оптичким кабловима, могућ је пренос сигнала на велика растојања. Ова особина оптичких каблова омогућиће да се уместо по једне главне станице у сваком граду, формира једна главна станица за целу државу.
Примена оптичких каблова такође омогућује да се ТВ и радио-сигнали достављају из ТВ студија у главну станицу са студијским квалитетом сигнала.
Дистрибуција ТВ и радио-сигнала корисницима се може вршити и путем система старије концепције CATV.

## Легални аспекти
Изградња и давање услуга кабловске телевизије има више легалних аспеката:
Легалност изградње, што подразумева изградњу по важећим законима. То значи да се градња реализује по пројекту, да су прибављене све одговарајуће дозволе, да градњу изводе за то верификовани извођачи са акцентом на заштити људских живота и животне средине, како приликом изградње, тако и касније експлоатације.
Легалност дистрибуције ТВ и радио-канала, тј да се дистрибуција врши са одобрењем и уз плаћање надокнаде произвођачу програма, тј. конкретној ТВ или радио-станици. Подразумева се да ТВ станица има дозволу за емитовање и да програм поштује законе из те области. На пример забрањено је распиривање расне и других мржњи, емитовање неодговарајућих програма за децу и сл…

## Кабловски интернет
Да би се кориснику омогућило да користи услуге интернета, посредством КДС-а исти у стану мора имати и кабловски модем.
За пријем услуга типа „гледај сад, плати касније“ (Pay per wiev) или „видео на захтев“ (Video on demand) корисник мора да има сет-топ бокс (set-top box). Постоји могућност да сет-топ бокс и кабл модем буду интегрисани у једно кућиште.